# جيف لارسون
جيف لارسون (بالإنجليزية: Jeff Larson)‏ مستشار سياسي ورجل أعمال أمريكي. عمل في حملة رينس بريبوس الناجحة ليصبح رئيس مجلس إدارة المؤتمر الوطني الجمهوري، وفي عام 2011 أصبح رئيس أركان المؤتمر الوطني الجمهوري. في مارس 2013، أصبح مستشارا لكبير موظفي البيت الأبيض السابق رينس بريبوس.

## مسيرته
في عام 1999، شارك لارسون في تأسيس اتحاد شركات الاستشارات الإعلامية، رفقة زملائه الجمهوريين توني فيذر وتوم سينهورست. شاركت الشركة بنشاط في دعم جورج دبليو بوش في الانتخابات التمهيدية الرئاسية لعام 2000 وحصلت على 21.3 مليون دولار من حملة بوش-تشيني في عام 2004. لارسون متخصص في جمع التبرعات عن بعد وبرامج الاتصال بالناخبين. وفقا لصحيفة نيويورك تايمز، فقد تم ربط شركة لارسون بهجمات الروبوتات السلبية عن السناتور باراك أوباما نيابة عن السناتور جون ماكين.